# Anorrhinus austeni
Anorrhinus austeni е вид птица от семейство Носорогови птици (Bucerotidae). Видът е почти застрашен от изчезване.

## Разпространение
Видът е разпространен във Виетнам, Индия, Камбоджа, Китай, Лаос, Мианмар и Тайланд.